# Fanny og Alexander
Fanny og Alexander (svensk: Fanny och Alexander) er en svensk film fra 1982 instrueret og skrevet af Ingmar Bergman. Filmen var nomineret til seks Oscars og vandt fire, bl.a. bedste udenlandske film og bedste fotografering (Sven Nykvist).

## Handling
Den herskende familie Ekdahl bor i en lille svensk by. Familien styres af enken Helena (Gunn Wållgren) og hendes tre sønner: Oscar (Allan Edwall), Gustav Adolf (Jarl Kulle) og Carl (Börje Ahlstedt). Den første del omhandler familiens overdådige julefejring i Helenas hjem i familiens storslåede lejlighedsbygning.
Oscar er gift med Emilie (Ewa Fröling), og sammen driver de et teater. De har børnene Alexander og Fanny. Anden del af filmen begynder med, at Oscar føler sig utilpas på scenen; han dør få timer senere. Emilie falder senere for byens biskop , Edvard Vergérus (Jan Malmsjö), og gifter sig med ham.
Alexander og Fanny kan ikke lide deres nye stedfar, der tvinger dem til at leve i den kolde og spartanske bispebolig. Her skal de følge den strenge ordren, og de straffes hårdt for alle overtrædelser. Emilie er klar over, at hun ikke skulle have giftet sig med biskoppen, men det er for sent. Hvis hun forlader ham, vil børnene blive hans efter loven. Men farmor Helenas kæreste, den jødiske købmand Isaac (Erland Josephson), har en plan for, hvordan han kan få Emilie, Fanny og Alexander ud af fangenskabet - ved hjælp af biskoppens grådighed og sort magi.

## Medvirkende
- Pernilla Allwin
- Bertil Guve
- Börje Ahlstedt
- Lena Olin
- Harriet Andersson
- Anna Bergman
- Erland Josephson
- Mats Bergman
- Peter Stormare
- Jarl Kulle
- Christina Schollin